# 高奴県
高奴県（こうど-けん）は中華人民共和国陝西省にかつて存在した県。現在の延安市北東部を流れる延河北岸地域に相当する。
秦朝により設置され上郡の管轄とされた。秦末には項羽が秦将の董翳を翟王に封じた際、高奴県を都城と定めている。後漢末に廃止された。